# Banco de trabajo

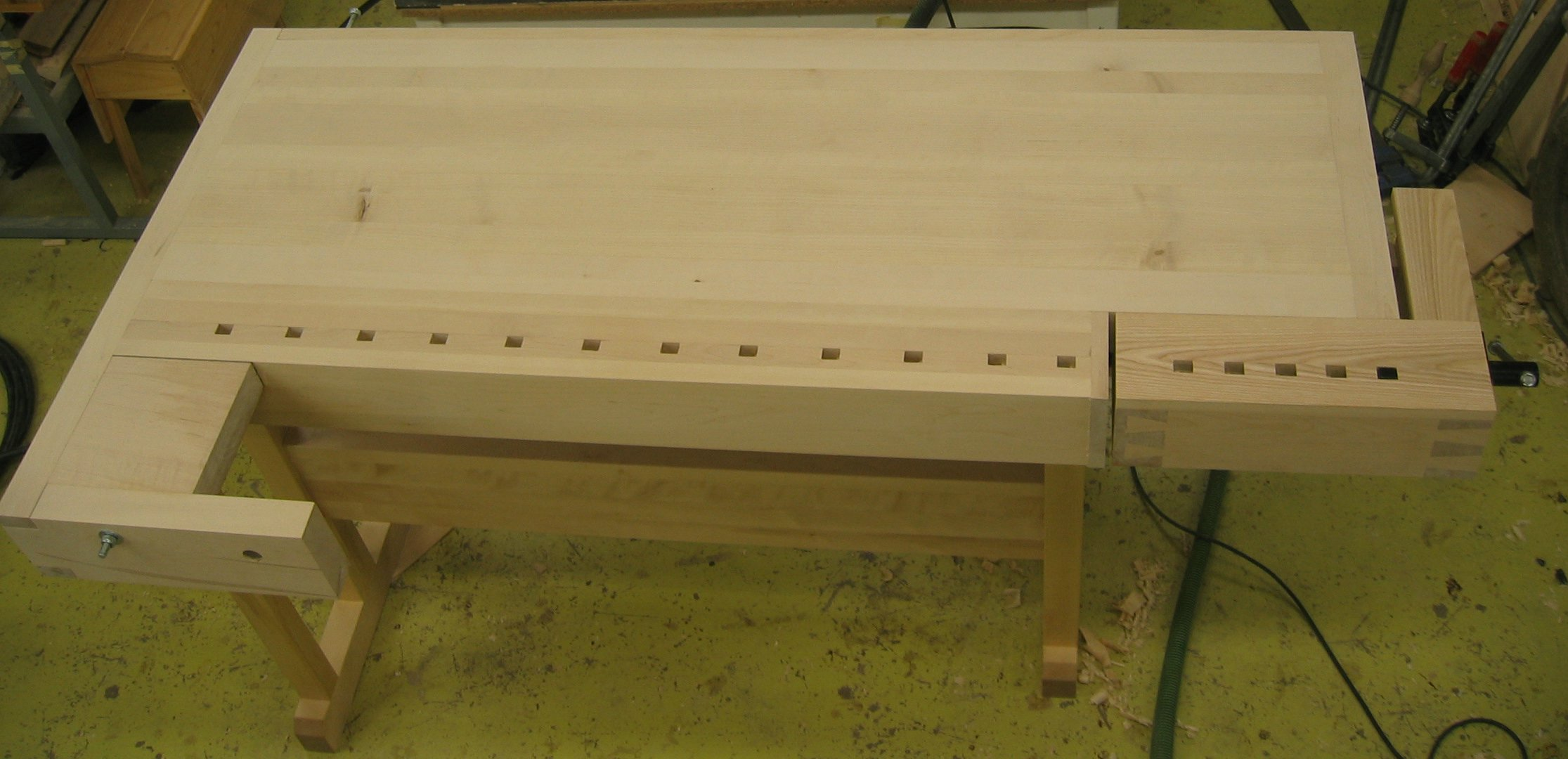
Banco de trabajo

Un banco de trabajo es una mesa acondicionada para realizar sobre ella un trabajo específico. Los bancos de trabajo suelen estar ubicados en talleres y en empresas de fabricación, elaboración, montaje o manipulación de productos.

## Composición de un banco de trabajo
- Patas o cajoneras: son la base que soporta y da rigidez a todo el conjunto. Deben ser lo suficientemente resistentes para cargar con el peso del resto de los elementos que componen el banco, la carga adicional de los objetos que en él se depositen y las fuerzas aplicadas al trabajar sobre el banco. Las patas suelen ser metálicas y disponen de ruedas en el caso de los bancos de trabajo móviles. También se pueden colocar cajoneras en lugar de patas aprovechando así el espacio bajo la encimera para almacenar herramientas, componentes y otros utensilios.

- Encimera: es la parte del banco sobre el que se realiza el trabajo. Debe ser una superficie plana, suficientemente amplia y libre de obstáculos. La altura a la que debe de situarse la encimera se determina en función de si el trabajo se realiza sentado o de pie. Las encimeras de los bancos de trabajo pueden ser metálicas o de madera. Las encimeras de madera pueden llevar distintos recubrimientos para mejorar su acabado o para protegerlas de golpes o productos químicos agresivos como ácidos o aceites. En bancos de trabajo especialmente diseñados para realizar trabajos de electrónica, se recubre la encimera con un laminado conductivo para proteger el material eléctrico de cargas electrostáticas.

- Accesorios: un banco de trabajo debe facilitar al operario todos aquellas herramientas y componentes necesarios para realizar su trabajo. Estos elementos deben estar siempre a mano y no deben entorpecer el trabajo del operario. El más habitual es el tornillo de banco aunque también se pueden equipar con estantes, cajas de plástico, iluminación, tomas eléctricas y neumáticas, paneles perforados y ganchos porta herramientas, etc.

## Workmate
En 1961 Ron Hickman diseñó el Workmate, comercializado como Black & Decker Workmate, un banco de trabajo estándar doméstico muy popular.